# NBA All-Star Game
NBA All-Star Game er en basketballmatch under NBA All-Star Weekend.  De to hold består af spillere fra henholdsvis Eastern Conference og Western Conference. Hvert holds fem startere udvælges af fans, NBA-spillere og medierepræsentanter. Syv reservespillere pr. hold udtages af NBAs coaches. Ved afbud udpeger NBAs commissioner erstatningsspillere.
Der bliver valgt en MVP (NBA Most Valuable Player, "Mest Værdifulde Spiller") som også bliver valgt per sms-stemmer.